# Făgădău, Fălești
Făgădău este un sat situat în vestul Republicii Moldova, în Raionul Fălești. Aparține administrativ de comuna Ciolacu Nou. La recensământul din 2004 avea o populație de 601 locuitori (284 bărbați și 317 femei).  Din punct de vedere etnic populația cuprinde 257 moldoveni și 344 ucraineni.